# Cabinet Cuno
République de Weimar
Wirth II Stresemann I
Le cabinet Cuno, du nom du chancelier allemand Wilhelm Cuno, est en fonction du 22 novembre 1922 au 12 août 1923.

## Historique

### Formation
Le deuxième gouvernement de Joseph Wirth démissionne le 14 novembre 1922. Le président social-démocrate Friedrich Ebert demande le 16 novembre à Wilhelm Cuno de former un gouvernement. Cuno a alors tenté de former une large coalition de partis allant du Parti social-démocrate d'Allemagne (SPD) au Parti du peuple allemand (DVP). Cependant, une majorité de membres SPD du Reichstag s'opposent à Ebert et refusent une coalition avec le DVP.
Après de longues négociations, Wilhelm Cuno est nommé chancelier du Reich le 22 novembre 1922 par décret présidentiel et sans vote de confiance. Il est alors le premier chancelier membre d'aucun parti. Le gouvernement est composé d'hommes indépendants, tel que Frederic von Rosenberg, Wilhelm Groener, Heinrich Albert et Hans Luther, le reste du gouvernement étant réparti avec ces différents partis ; Zentrum (3 ministres), Parti populaire allemand (2 ministres), Parti démocrate allemand (2 ministres), Parti populaire bavarois (1 ministre).
Le gouvernement est surnommé « Kabinett der Persönlichkeiten » (Gouvernement de personnalités), puisqu'il n'était pas le résultat d'une coalition explicite entre les groupes parlementaires. Il n'y avait pas d'accord de coalition écrit, mais les partis participant au gouvernement ont fourni le soutien principal du cabinet au Reichstag.
Néanmoins, le gouvernement dépendait de la tolérance du SPD et du DNVP. Initialement, ces deux partis étaient neutres ou légèrement favorables, mais Cuno n'était toujours pas en mesure de soumettre son cabinet à un vote de confiance. Au lieu de cela, en guise de compromis, le Reichstag « a pris note » de la déclaration du gouvernement et de la référence de Cuno à la dernière déclaration de politique du cabinet de Wirth comme base de sa politique gouvernementale. Seuls les communistes ont voté contre lui. Le gouvernement de Cuno est alors le premier gouvernement de Weimar soutenu, même faiblement, par les nationalistes du DNVP.

### Démission
Le 11 août 1923, les sociaux-démocrates déposent une motion de censure contre le gouvernement et annoncent leur volonté de coopérer à créer une éventuelle future « Grande coalition ». Avant que la motion ne puisse être mise aux voix au Reichstag, Cuno et son cabinet démissionnent.
Un jour plus tard, Gustav Stresemann devient chancelier et forme son premier gouvernement.

## Composition
| Portefeuille                                   | Titulaire | Titulaire                         | Parti   |
| ---------------------------------------------- | --------- | --------------------------------- | ------- |
| Chancelier du Reich                            |           | Wilhelm Cuno                      | Indép.  |
| Ministre des Affaires étrangères               |           | Frederic von Rosenberg            | Indép.  |
| Ministre de l'Intérieur                        |           | Rudolf Oeser                      | DDP     |
| Ministre des Finances                          |           | Andreas Hermes                    | Zentrum |
| Ministre de l'Économie                         |           | Johann Becker                     | DVP     |
| Ministre du Travail                            |           | Heinrich Brauns                   | Zentrum |
| Ministre de la Justice                         |           | Rudolf Heinze                     | DVP     |
| Ministre de la Défense                         |           | Otto Gessler                      | DDP     |
| Ministre des Postes                            |           | Karl Stingl                       | BVP     |
| Ministre des Transports                        |           | Wilhelm Groener                   | Indép.  |
| Ministre de l'Alimentation et de l'Agriculture |           | Karl Müller (jusqu'au 25/11/1922) | Zentrum |
| Ministre de l'Alimentation et de l'Agriculture |           | Hans Luther                       | Indép.  |
| Ministre du Trésor                             |           | Heinrich Albert                   | Indép.  |
| Ministre de la Reconstruction                  |           | Heinrich Albert                   | Indép.  |